# Liberri
Liberri es un localidad del municipio compuesto español de Lónguida, situado en la Merindad de Sangüesa, Navarra. Este lugar fue solar de un antiguo señorío homónimo vinculado al ducado de Granada de Ega. Es un lugar de muy baja población, históricamente hablando, y en 2020 tenía tan solo 2 habitantes.

## Geografía
Situado junto a la carretera NA-150 a unos 23 km de Pamplona, a poco más de 3 km de Urroz-Villa, a unos 6 km de Aoiz y unos 35 km de Sangüesa, en el piedemonte de la Sierra de Góngolaz, divisoria de la cuenca de Lumbier-Aoiz y el valle de Izagaondoa, muy cerca del emplazamiento del Castillo de Leguín, sobre la cresta de esta sierra. La acción geológica de los ríos Irati y el río Erro, «y los sistemas morfogenéticos que les precedieron quienes principalmente originaron la actual depresión o cuenca, al excavar en los afloramientos fácilmente erosionables del flysch y de las margas grisáceas del Eoceno». Así, muy cerca del lugar, se observan varios niveles de terrazas aluviales formadas por estos ríos que han forjado la actual geomorfología de este valle de Lónguida.
Muy cerca del lugar, al norte de Aoiz se emplaza el embalse de Itoiz y el inicio del Canal de Navarra con una capacidad de transporte de agua de 100 m3/seg que se dirige hacia Villaveta, salvando el arroyo de Gurpegui mediante un acueducto de 364 m. En Villaveta se ubica una balsa de regulación del canal con una presa de 44 m de altura y con capacidad de 5,3 hm3 situada a 1,5 km de Liberri. Continua el canal hasta Urroz-Villa donde cruza el río Erro mediante un sifón de 920 m de largo y atraviesa la sierra de Góngolaz por un túnel de 680 m.

### Topónimo
El topónimo Liberri ha mostrado ligeras variaciones a lo largo de la historia: Liuerri (1174), Liverri (1268), Liuerre (1279), Liuerri (1366), Liberri (1534, 1802, 1956, 1996).

### Vegetación
La vegetación autóctona ha disminuido bastante por la explotación humana, quedan actualmente unas 180 hectáreas de robles. Los pinos, en su mayoría laricios procedentes de Austria, ocupan 441 hectáreas. También se conservan algunos pinos royos autóctonos. Los pinares replantados se sitúan, dentro del conjunto municipal, principalmente en los términos de Uli Alto, Uli Bajo, Zariquieta y Rala.

### Clima
Lónguida presenta un clima mediterráneo continental. La temperatura media anual ronda entre los 10-13 grados (variando según la altitud), y las precipitaciones oscilan entre los 800-1.000 mm (más abundantes en primavera y otoño). El promedio de días de lluvia anuales entre 80 y más de 100 días en las zonas más montañosas del término.

#### Estaciones meteorológicas
| Parámetros climáticos promedio de Aoiz, 1991-2022 | Parámetros climáticos promedio de Aoiz, 1991-2022 | Parámetros climáticos promedio de Aoiz, 1991-2022 | Parámetros climáticos promedio de Aoiz, 1991-2022 | Parámetros climáticos promedio de Aoiz, 1991-2022 | Parámetros climáticos promedio de Aoiz, 1991-2022 | Parámetros climáticos promedio de Aoiz, 1991-2022 | Parámetros climáticos promedio de Aoiz, 1991-2022 | Parámetros climáticos promedio de Aoiz, 1991-2022 | Parámetros climáticos promedio de Aoiz, 1991-2022 | Parámetros climáticos promedio de Aoiz, 1991-2022 | Parámetros climáticos promedio de Aoiz, 1991-2022 | Parámetros climáticos promedio de Aoiz, 1991-2022 | Parámetros climáticos promedio de Aoiz, 1991-2022 |
| Mes                                               | Ene.                                              | Feb.                                              | Mar.                                              | Abr.                                              | May.                                              | Jun.                                              | Jul.                                              | Ago.                                              | Sep.                                              | Oct.                                              | Nov.                                              | Dic.                                              | Anual                                             |
| ------------------------------------------------- | ------------------------------------------------- | ------------------------------------------------- | ------------------------------------------------- | ------------------------------------------------- | ------------------------------------------------- | ------------------------------------------------- | ------------------------------------------------- | ------------------------------------------------- | ------------------------------------------------- | ------------------------------------------------- | ------------------------------------------------- | ------------------------------------------------- | ------------------------------------------------- |
| Temp. máx. abs. (°C)                              | 17.5                                              | 22.0                                              | 25.0                                              | 29.0                                              | 35.0                                              | 40.0                                              | 40.0                                              | 40.0                                              | 36.0                                              | 30.0                                              | 23.0                                              | 17.0                                              | 40.0                                              |
| Temp. máx. media (°C)                             | 8.9                                               | 10.5                                              | 14.3                                              | 16.7                                              | 20.9                                              | 25.8                                              | 28.5                                              | 28.6                                              | 24.0                                              | 19.1                                              | 12.3                                              | 9.1                                               | 18.2                                              |
| Temp. media (°C)                                  | 2.2                                               | 6.1                                               | 9.2                                               | 11.5                                              | 15.2                                              | 19.5                                              | 21.8                                              | 21.9                                              | 17.9                                              | 14.0                                              | 8.5                                               | 5.4                                               | 13.0                                              |
| Temp. mín. media (°C)                             | 1.5                                               | 1.7                                               | 4.1                                               | 6.3                                               | 9.5                                               | 13.1                                              | 15.2                                              | 15.3                                              | 11.9                                              | 8.9                                               | 4.7                                               | 1.8                                               | 7.8                                               |
| Temp. mín. abs. (°C)                              | -4.0                                              | -3.1                                              | -1.5                                              | 0.8                                               | 3.3                                               | 7.7                                               | 10.2                                              | 10.1                                              | 6.5                                               | 2.5                                               | -1.8                                              | -4.0                                              | -4.0                                              |
| Precipitación total (mm)                          | 101.3                                             | 87.3                                              | 83.7                                              | 81.1                                              | 70.1                                              | 54.3                                              | 39.4                                              | 32.4                                              | 65.7                                              | 78.7                                              | 103.9                                             | 91.1                                              | 888.9                                             |
| Días de precipitaciones (≥ 1 mm)                  | 14.1                                              | 12.6                                              | 12.0                                              | 13.6                                              | 12.7                                              | 8.0                                               | 6.2                                               | 6.5                                               | 8.5                                               | 11.7                                              | 15.2                                              | 14.6                                              | 135.6                                             |
| Días de nevadas (≥ 1 mm)                          | 1.4                                               | 2.4                                               | 1.6                                               | 0.3                                               | 0.0                                               | 0.0                                               | 0.0                                               | 0.0                                               | 0.0                                               | 0.0                                               | 0.0                                               | 0.1                                               | 1.2                                               |
| Fuente: Meteorología y climatología de Navarra    |                                                   |                                                   |                                                   |                                                   |                                                   |                                                   |                                                   |                                                   |                                                   |                                                   |                                                   |                                                   |                                                   |

### Demografía
La evolución demográfica durante este siglo XXI:
| 2000 | 2001 | 2002 | 2003 | 2004 | 2005 | 2006 | 2007 | 2008 | 2009 | 2010 | 2011 | 2012 | 2013 | 2014 | 2015 | 2016 | 2017 | 2018 | 2019 | 2020 |
| ---- | ---- | ---- | ---- | ---- | ---- | ---- | ---- | ---- | ---- | ---- | ---- | ---- | ---- | ---- | ---- | ---- | ---- | ---- | ---- | ---- |
| 4    | 4    | 6    | 4    | 4    | 4    | 4    | 4    | 4    | 5    | 5    | 3    | 3    | 3    | 3    | 2    | 2    | 3    | 2    | 2    | 2    |

## Historia
Se tiene noticia del lugar como propiedad del monasterio de Leyre en el siglo XII junto al cercano monasterio de San Cruz. Aunque en los fuegos elaborados en 1366 y 1427 ya figuraba como despoblado, en 1390 Martín de Aibar, señor del lugar, solicita a Carlos III el Noble que condone la pecha de los labriegos del lugar. Por varios procesos judiciales habidos entre 1526-1528 se sabe que era el señor de Liberri y de Tirapu, además del Palacio de Goñi, Martín de Goñi y Peralta Gurpide, hermano mayor del reconocido jurista Remiro de Goñi. Más de un siglo después, en 1552, será Miguel de Goñi el señor del lugar y en 1690 se tiene noticia de que ocupaba tal condición Juan José de Alegría, caballero de Santiago, junto a Josefa Coello de Ribera y Goñi que, como herederos de León de Goñi, mantenían un pleito contra el valle por un prendamiento indebido de ganado. En 1705 la dueña era Josefa de Alegría y Peralta, casada con Pedro Pablo Enríquez de Guzmán. Finalmente, desde 1744, constan como dueño el duque de Granada de Ega, mariscal de Navarra, marqués de Cortes y conde de Javier.
Hasta la primera mitad del siglo XIX tuvo una administración especial, por su condición de señorío, y sus habitantes optaban por la justicia ordinaria. Después de la reforma municipal de 1845, pasaron a formar parte del régimen local común. En 1847, perteneció al ducado de Granada de Ega, que presentaba también el abad de la parroquia.
A principios del siglo XX el lugar contaba con una estación de la línea de ferrocarril Pamplona-Sangüesa, "El Irati".

## Escudo
Según consta en el Armorial del Reino de Navarra, el escudo del palacio cabo de armería en el siglo XVI se describe como de oro, con tres fajas onduladas (entadas) de azur.

## Arte y arquitectura
En el lugar hay una torre-palacio cabo de armería, remozado recientemente (1970), que se asemeja al cercano palacio de Ayanz. Es una construcción de carácter militar, de planta cuadrada, que presenta una estructura de recios muros con sillería de piedra en los cuales se abren ventanas ajimezadas y saeteras. En el remate superior, estilo almenado, se levanta sobre matacanes que le confieren su personalidad aún siendo moderna su reconstrucción. Julio Caro Baroja la describía así:

“La torre, que estaba desmochada, la levantaron canteros gallegos, inspirándose el proyecto en la de Ayanz y en elementos de la iglesia de Urroz. Según el restaurador, en un depósito se encontraron restos de almenas antiguas. Junto a la torre había una construcción muy deteriorada, de piedras descompuestas y adobes. Ésta se deshizo y aprovechando unas puertas y ventanas de casas de Andricain se hizo la casa que queda actualmente pegada a la torre, moderna en el resto.”
Julio Caro Baroja, La casa en Navarra, 1982

En la construcción adosada a la torre, presenta una planta de alas y con dos alturas formando una escuadra. Se abre una puerta medieval en una de las alas sobre cuyo arco apuntado de grandes dovelas se dibuja una clave con el anagrama de Cristo esculpido y sobre ella se abre también una ventana doble con arcos de tipo ojival.